# Semiothisa improcera
Semiothisa improcera är en fjärilsart som beskrevs av Claude Herbulot 1987. Semiothisa improcera ingår i släktet Semiothisa och familjen mätare. Inga underarter finns listade i Catalogue of Life.